# オフセット・プロバイダープログラム
オフセット・プロバイダープログラム（オフセット・プロバイダープログラム）とは環境省がカーボン・オフセットのサービスを行う事業者について定めた制度。

## 概要
環境省の「我が国におけるカーボン・オフセットのあり方について（指針）」においては、「オフセット・プロバイダー」を「市民、企業等がカーボン・オフセットを実施する際に必要なクレジットの提供及び カーボン・オフセットの取組を支援又は取組の一部を実施するサービスを行う事業者」と定義している。
オフセット・プロバイダープログラムは、排出権の取引を持ちかけ、高齢者などから多額の現金を騙し取る投資詐欺などの事件をうけて、環境省が創設した制度。
プログラムに参加申請するオフセット・プロバイダーは、予備審査機関によりクレジットの取引状況などについて信頼性・透明性が一定の基準の下にあるか確認(予備審査)を受けたのち、カーボン・オフセット制度登録認証委員会の確認を経て、「オフセット・プロバイダープログラム参加者」として公表される。 
旧制度では、「あんしんプロバイダー制度」と呼ばれており、気候変動対策認証センターという第三者機関を利用して、透明性を確保するための取組を行っていることを表明する制度であった。

## オフセット・プロバイダープログラム参加事業者一覧
- 株式会社イトーキ
- カーボンフリーコンサルティング株式会社
- マイクライメイトジャパン株式会社
- 三菱HCキャピタル株式会社
- 株式会社レノバ

（以上、2013/06/24参加）

## 参考記事
- 世界の排出量市場、10兆円規模に・2008年、前年比56％増 日本経済新聞、2008年3月12日